# Splachnobryum
Splachnobryum là một chi rêu trong họ Splachnobryaceae.